# 선천 부신 과다형성
선천콩팥위샘과다형성(congenital adrenal hyperplasia, CAH) 또는 선천 부신 과다형성 또는 선천성 부신 증식증은 부신피질 호르몬 합성에 문제가 생기는 질병이다.

## 유형

### 고전적

#### 염-손실
75%의 심각한 효소 결핍에서, 부족한 알도스테론은 염분 손실과 치명적인 저혈량증(hypovolemia)과 쇼크를 일으킬 수 있다.

#### 단순-남성화
새로 태어난 여아에서 선천 부신 과다형성의 주요 특징은 다양한 정도의 남성화 특징을 보이는 외부 생식기의 비정상적 발달이다.

### 비고전적
유아의 CAH 진단에서 "염-손실"과 "단순-남성화" 형태에 더하여, 다양한 정도의 산후 안드로젠 과다로 특징지어지는 증상이 약하거나 없는 "비고전적"인 형태가 존재한다.

## 원인의 유형
- 21-hydroxylase 결핍: 95% 이상, 여성의 남성화
- 11β-hydroxylase 결핍 : 5%가량, 여성의 남성화
- 17α-hydroxylase 결핍 : 여성은 출생시에는 정상 성기처럼 보이나 사춘기에 문제가 생김, 남성의 남성화 부족
- 3β-Hydroxysteroid dehydrogenase 결핍: 여성의 남성화, 남성의 남성화 부족,
- 지질부신과다형성: 성 호르몬이 아예 합성되지 않음

## 같이 보기
- 디에틸스틸베스트롤의 선천 결함
- 선천 결함
- 인터섹스

- 안드로겐 무감응 증후군
- 5알파-환원효소 2 결핍증